# 王子光
王子光（1906年5月8日—2006年3月21日），原名王有章、王孔昭。陕西省户县人。中华人民共和国政治人物。

## 生平
早年就读于甘肃省立一中，参加革命，担任共青团陕西省委秘书处主任。后留学日本，1937年春曾代理（熊寿祺）中共东京特别支部书记，同年被日本驱逐。抗日战争期间，担任新四军游击支队随营学校教务主任，豫皖苏边区党委秘书长。1941年，先后担任新四军第四师政治部敌工部部长，淮北区党委城市工作部部长。第二次国共内战期间，任华中野战军九纵政治部副主任，华东野战军二纵五师政治部副主任，华东军区政治部宣传部副部长，山东军区政治部宣传部部长兼青年部部长。
中华人民共和国成立后，任华东军区、第三野战军政治部秘书长。后升任安徽省军区政治部主任。1955年9月被授予大校军衔。获二级独立自由勋章、一级解放勋章。 1957年，任郑州大学党委书记、副校长。1962年，任河南省科学技术委员会副主任，中国纺织科学研究院党委书记。1982年退休。